# Rupert Scholz

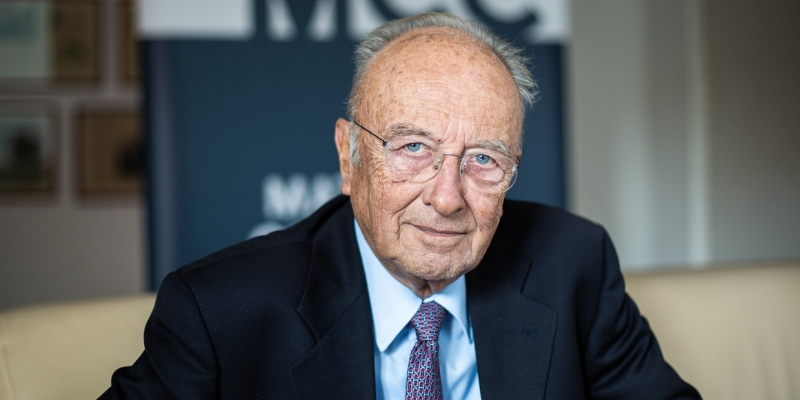
Rupert Scholz (2018)

Rupert Scholz (* 23. Mai 1937 in Berlin) ist ein deutscher Politiker (CDU) und Staatsrechtler. Er war von 1981 bis 1988 Senator in Berlin und von 1988 bis 1989 Bundesminister der Verteidigung.

## Leben

### Ausbildung und Beruf
Rupert Scholz wurde als Sohn des Diplom-Ingenieurs Ernst Scholz und dessen Frau Gisela, geb. Merdas, in Berlin geboren. Mit fünf Jahren verlor er seinen Vater, der im Januar 1943 als Wehrmachtsoffizier in der Schlacht von Stalingrad fiel. Er wuchs mit seiner Mutter und Schwester im kriegszerstörten Berlin auf. Scholz besuchte das Humanistische Gymnasium in Wiesbaden und schließlich das Steglitzer Gymnasium in Berlin, an dem er im März 1957 das Abitur ablegte. Seinen ursprünglichen Berufswunsch, Journalist zu werden, stellte er zurück, weil ein Freund seines Vaters ihn ermahnte, „etwas Ordentliches“ zu studieren. So studierte Scholz von 1957 bis 1963 Rechtswissenschaft und Volkswissenschaft an der Freien Universität Berlin und an der Universität Heidelberg. Im Juli 1961 bestand Scholz vor dem Justizprüfungsamt Berlin die erste juristische Staatsprüfung und war anschließend Assistent an der Juristischen Fakultät der FU Berlin sowie seit März 1962 Referendar im Bezirk des Kammergerichts. Im Juli 1966 wurde Scholz an der Universität München bei Peter Lerche mit einer Arbeit über Das Wesen und die Entwicklung der gemeindlichen öffentlichen Einrichtungen zum Dr. jur. promoviert (Zweitgutachter der Dissertation war Theodor Maunz). 1961 absolvierte Scholz sein zweites Staatsexamen und habilitierte sich 1971 ebenfalls in München mit einer Studie über Die Koalitionsfreiheit als Verfassungsproblem.
1972 nahm Scholz den Ruf der Freien Universität Berlin als ordentlicher Professor auf den Lehrstuhl für Öffentliches Recht an. 1978 folgte er dem Ruf der Universität München auf den Lehrstuhl für Staats- und Verwaltungsrecht, Verwaltungslehre und Finanzrecht. Mit Ablauf des Sommersemesters 2005 wurde Scholz emeritiert. Anschließend war Scholz als Of Counsel für das Berliner Büro der internationalen Anwaltskanzlei Gleiss Lutz tätig. In dieser Funktion schrieb er ein Gutachten für die Übernahme der EnBW durch das Land Baden-Württemberg, die später vom Staatsgerichtshof Baden-Württemberg wegen Umgehung des Landtags als verfassungswidrig beanstandet wurde. Im Schadensersatzprozess der Energiekonzerne E.ON, RWE und Vattenfall gegen die Bundesrepublik Deutschland im Zuge des Atomausstiegs vertrat Scholz die E.ON SE als Anwalt.
Scholz ist Mitautor und -herausgeber des als Standardwerk geltenden Grundgesetzkommentars Dürig/Herzog/Scholz.

### Parteilaufbahn
Scholz ist seit 1983 Mitglied der CDU. Von 1998 bis 2001 war er stellvertretender Landesvorsitzender der CDU Berlin.

### Abgeordnetentätigkeit
Von 1985 bis 1988 war er Mitglied des Abgeordnetenhauses von Berlin. Von 1990 bis 2002 war er Mitglied des Deutschen Bundestages. Hier war er von 1994 bis 1998 stellvertretender Vorsitzender der CDU/CSU-Bundestagsfraktion. Von 1998 bis 2002 war er Vorsitzender des Rechtsausschusses.
Scholz war zuletzt (14. Wahlperiode 1998) über die Landesliste Berlin in den Deutschen Bundestag eingezogen. Bei der Listenaufstellung für die Bundestagswahl 2002 wurde er gegen seinen Willen von seiner Partei übergangen und auch in seinem Wahlkreis (Berlin-Tempelhof) nicht wieder nominiert.

### Öffentliche Ämter
Von 1981 bis 1983 war er im Senat des Regierenden Bürgermeisters Richard von Weizsäcker Senator für Justiz, von 1982 bis 1988 unter Weizsäcker und dessen Nachfolger Eberhard Diepgen auch Senator für Bundesangelegenheiten des Landes Berlin.
Am 18. Mai 1988 wurde er als Bundesminister der Verteidigung in das Kabinett von Bundeskanzler Helmut Kohl berufen.
Nach seinem Amtsantritt ereigneten sich mehrere Abstürze von Militärflugzeugen, so das Flugtagunglück von Ramstein und ein Absturz in Remscheid mit zahlreichen Toten und Verletzten. In diesem Zusammenhang hatte Scholz eine heftige Kontroverse mit seinem parlamentarischen Staatssekretär Peter Kurt Würzbach, der vorübergehend ein umfassendes Tiefflugverbot verhängen wollte, wogegen sich Scholz sträubte, da die in Remscheid verunglückte Maschine aus 1000 m Höhe abgestürzt war. In der Diskussion um ein Verbot von Tiefflügen verwies Scholz auf die beschränkten deutschen Kompetenzen im Hinblick auf die Flugtätigkeit der Alliierten. Weitere Streitpunkte seiner Amtszeit waren die geplante Verlängerung des Grundwehrdienstes auf 18 Monate und die Kosten der Entwicklung einer Luft-Luft-Rakete für den Jäger 90.
Bei der Kabinettsumbildung 1989 wurde er nicht mehr berücksichtigt und schied daher am 21. April 1989 aus der Bundesregierung aus.
Gemeinsam mit Henning Voscherau hatte Rupert Scholz den Vorsitz der Gemeinsamen Verfassungskommission (GVK) inne, um die nach Art. 5 des Einigungsvertrages „aufgeworfenen Fragen zur Änderung oder Ergänzung des Grundgesetzes“ zu bearbeiten. Die Gemeinsame Verfassungskommission wurde Ende November 1991 durch Bundestag und Bundesrat eingesetzt und konstituierte sich am 16. Januar 1992. Ihren Abschlussbericht legte sie am 5. November 1993 vor.

### Sonstiges Engagement
Scholz war von 1996 bis 2006 Mitglied des Aufsichtsrates des Fußballvereins Hertha BSC, dessen Vorsitz er 2000 übernahm. Scholz ist Kurator bei der Ernst Freiberger-Stiftung Berlin und gehört dem Konvent für Deutschland an.

### Politische Kommentare
Nach seiner Pensionierung nahm Scholz Stellung zu aktuellen Fragen der Verteidigungs- und Sicherheitspolitik, auch zu Fragen des Verfassungsrechts. Seine Kommentare während der Regierung der Ampelkoalition zur Delegitimierung des Staates, die er auch in Medien wie der rechtsextremen Zeitschrift Compact darstellte, wurden von Ronen Steinke am 4. Juli 2024 in der Süddeutschen Zeitung als populistisch bezeichnet. Steinke verglich ihn mit Hans-Georg Maaßen. Scholz gab unter anderem auch Nius Interviews, Tichys Einblick und Roger Köppel (Die Weltwoche).

## Positionen
Atomare Bewaffnung, 2006
2006 forderte der ehemalige Bundesverteidigungsminister die atomare Bewaffnung der Bundeswehr, um „auf eine nukleare Bedrohung durch einen Terrorstaat angemessen, im Notfall also sogar mit eigenen Atomwaffen, reagieren (zu) können“.
Kundus, 2009
Rupert Scholz verteidigte den Luftangriff bei Kundus. Kriegerische Auseinandersetzungen seien dadurch gekennzeichnet „und so auch rechtlich legitimiert, dass der Gegner auch offensiv angegriffen werden darf – auch mit der Konsequenz entsprechend offensiv gezielter Tötung.“
Flüchtlingskrise, 2015/16
In der Flüchtlingskrise 2015/16 äußerte Scholz gegenüber Focus am 17. November 2017, die Vorstellung von Bundeskanzlerin Angela Merkel von einem „Asylrecht ohne Limit“ sei nicht zu halten und verfassungsrechtlich nicht gerechtfertigt. Das Asylrecht sei kein Über-Grundrecht und kein Recht zur Einwanderung und finde seine Grenzen an der Rechtssicherheit und am Sozialstaatsprinzip. Man müsse zu den Vorgaben von Dublin zurückkehren, die Aufnahmeländer unterstützen und Frontex verstärken. Er bezweifelte, dass der hilfsweise Einsatz der Bundeswehr bei der Registrierung von Flüchtlingen als Amtshilfe im Katastrophenfall unter Artikel 35 des Grundgesetzes subsumiert werden könne.
Kriminalität, 2016
Scholz beklagte eine zunehmende Kriminalität und Unsicherheit, auch im Zusammenhang großer Zahlen von Flüchtlingen. Er sah die öffentliche Sicherheit in Gefahr, in Ansätzen gebe es schon rechtsfreie Räume, in denen die Polizei nicht mehr aktiv sei. Neben dem Polizeiversagen fehlten außerdem Grenzkontrollen. Der Schutz des Eigentums und die Sicherheit der Bürger zählte Scholz ebenso wie den Schutz der Grenze zu den Kernbereichen staatlicher Verantwortung.
Asylrecht, 2018
Scholz forderte im Mai 2018 eine Umwandlung des subjektiven, jederzeit einklagbaren Asylrechts in eine institutionelle Garantie objektiv-rechtlicher Art, wie dies in vielen europäischen Nachbarstaaten der Fall sei.
Migrationspolitik, 2020
Er stufte die Migrationspolitik der Kanzlerin Angela Merkel von 2015 als europarechts- und verfassungswidrig ein. „Die Migrationsentscheidung vom Herbst 2015 war verfassungswidrig und europarechtswidrig. Ein Zustand, der bis heute andauert“.
Klimaschutz, 2020
Die Klimadebatte bezeichnete er als hysterisch und polarisierend. Moral sei wie Humanität keine eigene Rechtsquelle, in einem Staat könnten nur Gesetz und Verfassung maßgebend sein. Wenn sich eine „sogenannte Moral“ darüber hinwegsetze, sei der Rechtsstaat am Ende.
Innere Sicherheit, 2023
Der Bundesnachrichtendienst, der Verfassungsschutz, der Militärische Abschirmdienst und auch das Bundeskriminalamt sind, so Scholz, aufgrund des Trennungsgebots und des „überbordenden“ Datenschutzes, der auch für Ausländer gelte, nicht mehr in der Lage, ohne wesentliche Unterstützung der USA den Schutz vor internationalem Terrorismus zu gewährleisten. Spionage und internationaler Terrorismus ließen sich nur präventiv bekämpfen, dem stünden die polizeirechtlichen Erfordernissen des Nachweises einer konkreten Gefahr entgegen. Das Bundesverfassungsgericht habe aus dem Grundrecht auf informationelle Selbstbestimmung eine Art „Superrecht“ gemacht, dies müsse revidiert werden. Die nicht wie etwa in Frankreich stringent geschützten Grenzen erleichterten zudem Gefährdern die Einreise. Scholz sieht in der gegenwärtigen Bundesregierung keine Fürsprecher der nötigen grundlegenden Umorientierung in Gesetzgebung und Rechtsprechung.
Delegitimierung des Staates, 2024
Rupert Scholz kritisierte am 18. März 2024 in Bild am Sonntag Nancy Faeser wegen ihres Eintretens für die strafrechtliche Verfolgung einer so genannten Delegitimierung des Staates. Dies sei, so Scholz, pure Ideologie und verfassungswidrig: „Sie delegitimiert die Meinungsfreiheit, das Kernrecht unseres demokratischen Rechtsstaates!“ Jeder Bürger habe das Recht, die Regierung zu kritisieren. Scholz verglich den Begriff mit der Diffamierung von Menschen in der DDR wegen staatsfeindlicher Hetze. In einem Leserbrief an die FAZ vom 6. April 2024 äußerte Scholz zu Verfassungsschutzpräsident Haldenwangs Verständnis von Meinungsfreiheit, wenn die Bundesregierung keine Konsequenzen aus seinem Verhalten ziehe, lasse sie selbst Zweifel an ihrem Demokratieverständnis aufkommen. Ein Präsident des Verfassungsschutzes, „der sich anmaßt, die Schranken der Meinungsfreiheit über den Rahmen des Strafrechts hinaus, quasi via Beschlüsse, durch Beobachtung oder willkürliche öffentliche Kommentierung einzuführen, verletzt die Verfassung. Er überschreitet dabei auch die eigenen, gesetzlich abgesteckten Kompetenzen.“
Im Verbot des Compact-Magazins durch Nancy Faser und der Razzia des Hauses von Jürgen Elsässer im Juli 2024 sah Scholz eine Gefährdung des Rechtsstaats, insofern das Verbot allein auf einer Exekutiventscheidung basiere. Ein Medium könne nur verboten werden, wenn es zur gewaltsamen Revolution aufrufe. Dies erfordere jedoch ein Strafverfahren, das nicht bekannt sei.
AfD-Verbot, 2024
Scholz vertrat die Auffassung, es gebe in Deutschland keinen substanziellen Faschismus, auch die AfD betrachte er nicht als verfassungswidrige faschistische oder nationalsozialistische Partei. Den Prozess gegen Björn Höcke wegen eines SA-Slogans beurteilte er als lächerlich, auch er selbst habe nicht gewusst, dass der fragliche Slogan von der SA benutzt worden sei. Brandmauern, so Scholz, seien einer Demokratie fremd.

## Privates
Rupert Scholz ist verheiratet mit der promovierten Juristin Helga Scholz-Hoppe, einer ehemaligen Bundesrichterin am Bundesgerichtshof und am Bundesverwaltungsgericht.

## Auszeichnungen
- Bayerischer Verdienstorden (1991)[27]
- Stadtältester von Berlin (2008)

## Publikationen
- Das Wesen und die Entwicklung der gemeindlichen öffentlichen Einrichtungen. Zugleich ein Beitrag zur Lehre von der Garantie der kommunalen Selbstverwaltung (Art. 28 Abs. 2 GG). Duncker & Humblot, Berlin 1967 (Zugl.: München, Univ., Diss., 1966).
- Die Koalitionsfreiheit als Verfassungsproblem. C.H. Beck, München 1971, ISBN 3-406-02908-6 (Zugl.: München, Univ., Habil.-Schr., 1970).
- mit Günter Dürig und Roman Herzog (Hrsg.): Grundgesetz. Der Standardkommentar zum GG. 7 Bände. 103. Auflage, C.H. Beck, München 2024, ISBN 978-3-406-45862-0.